# Geraer Höhler

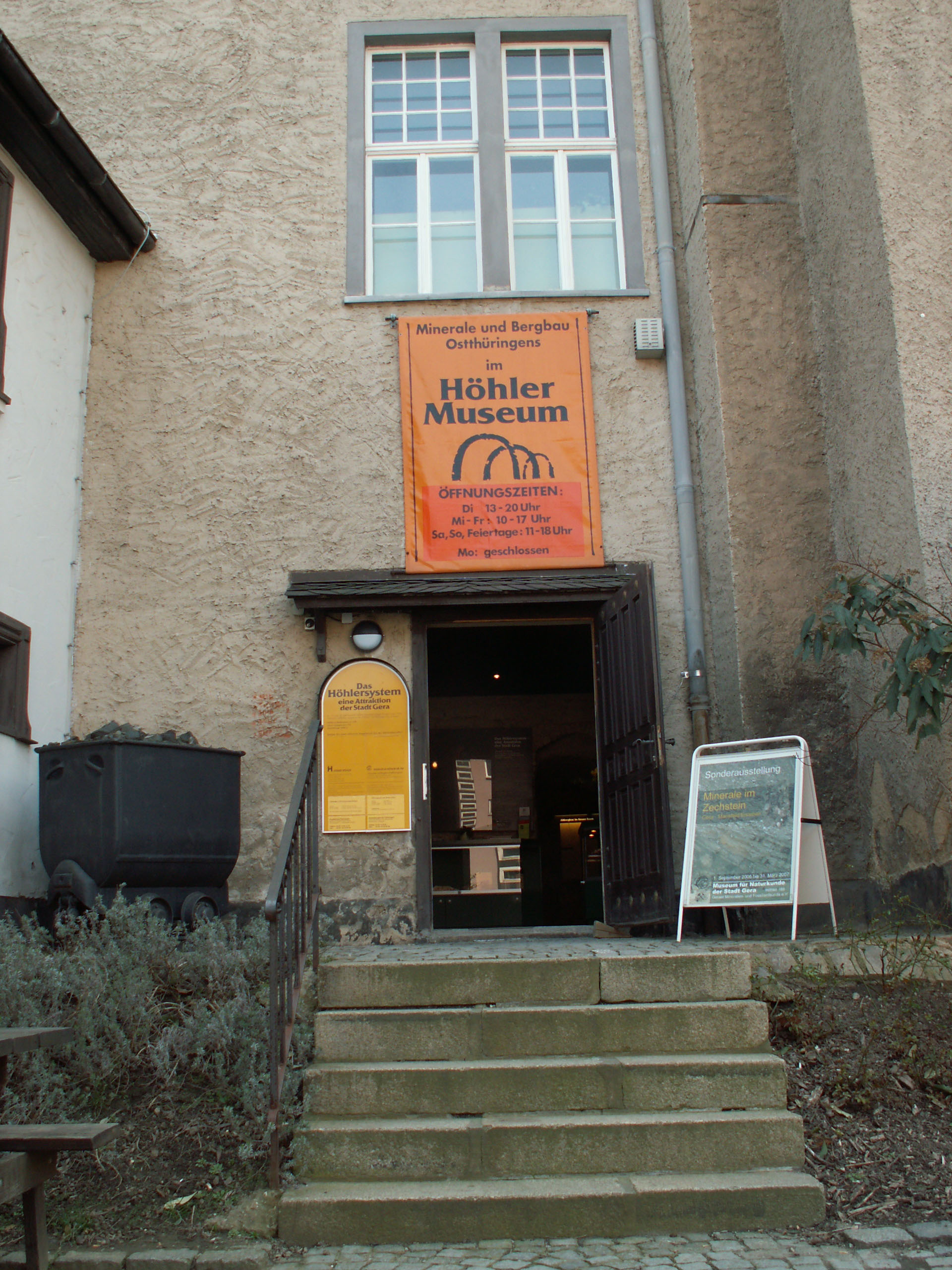
Eingang zum Höhlermuseum

Die Geraer Höhler sind ein System von künstlich angelegten Hohlräumen unter fast allen Häusern der Altstadt von Gera, die früher zur Lagerung von Bier genutzt wurden. Auch in anderen Städten Mitteldeutschlands (z. B. in Altenburg, Zeitz (Unterirdisches Zeitz), Glauchau, Crimmitschau und Eilenburg) gibt es unterirdische Bierlagerstollen, jedoch wurden nur diejenigen in Gera als „Höhler“ bezeichnet.

## Historische Grundlagen
Schon im ältesten überlieferten Stadtrecht von Gera aus dem Jahr 1487 war das Braurecht genau geregelt – das Brau- und Schankrecht stand jedem zu, der in Gera ein Haus besaß. Wörtlich heißt es: Item niemandt magk brauen noch schenken, er sey dan ein burger oder burgerin und hab ein eigen haus. Doch wurde bis ins 16. Jahrhundert in der Gegend von Gera in erster Linie Weinbau betrieben, woran u. a. noch der Weinberg bei Untermhaus erinnert. Durch verschiedene Gründe – u. a. Klimaveränderungen – wich der Wein jedoch etwa ab 1600 dem Hopfenanbau.
Dadurch wuchsen die Anforderungen an die Bierbrauer. Die kleinen Keller unter den schmalen Häusern der Altstadt waren nicht groß und auch nicht kühl genug, um das Bier optimal zu lagern. Darum baute man „Keller unter den Kellern“ – sogenannte Höhler.
Bis 1656 wurde in 99 Häusern gebraut, im Jahre 1853 hatten 221 Häuser das Brau- und Schankrecht. Zwischen dem 16. und 19. Jahrhundert wurden 230 Höhler geschaffen.

## Der Bau der Höhler
Die Höhler wurden professionell durch Bergleute errichtet, was zum Teil ebenfalls den veränderten wirtschaftlichen Bedingungen dieser Zeit geschuldet ist. Die geringen Kupfer- und Silbervorkommen des Geraer Raumes, wo seit dem Mittelalter Bergbau betrieben wurde, waren im 17. Jahrhundert so gut wie ausgebeutet. Der Bau der Höhler bot den Bergleuten eine neue Arbeitsmöglichkeit. Entstanden sind diese überwiegend im 16. und 17. Jahrhundert, aber auch später wurden noch weitere Höhler angelegt.
In ganz Gera entstanden so Höhler mit einer Gesamtlänge von neun Kilometern. In der Regel liegen sie fünf bis acht, manchmal auch bis zu zehn Meter unter der Erde. Die Höhler wurden teilweise nebeneinander- und übereinanderliegend angelegt, einige stoßen auch unmittelbar aneinander an. Durch ihre Tiefe herrschen dort gleichmäßige Temperaturen von 12–13 °C, was die Nutzung als Lagerstätten für das eigens gebraute Bier ermöglichte.

## Nutzung
Vor der Industrialisierung waren die Höhler für das Geraer Brauwesen unabdingbar. Nach dem großen Stadtbrand von 1780 verzichtete man auf eine grundlegende Neugestaltung der Stadt, sondern behielt die alte Aufteilung der Straßenzüge und Grundstücke im Wesentlichen bei – u. a. aus dem Grund, dass die Zuschüttung von Höhlern aus wirtschaftlicher Sicht unvertretbar gewesen wäre.
Mit der Gründung des Deutschen Kaiserreiches 1871 erloschen die alten, privaten Braurechte der Bürger, die Höhler gerieten allmählich in Vergessenheit. Einige wurden als Lagerräume genutzt, andere verfüllt.
Im Zweiten Weltkrieg erhielten die Höhler eine neue Bedeutung als Luftschutzkeller. Zu diesem Zweck wurden viele Höhler – die bislang alle nur vom Haus aus erreichbar gewesen waren – durch neue Tunnel miteinander verbunden. Im Zuge der nationalsozialistischen Kriegsplanungen war schon 1935 damit begonnen worden, die Höhler auf ihre Tauglichkeit als Luftschutzbunker zu prüfen und zu optimieren. Im Zuge dessen erfolgte auch eine erstmalige Vermessung und Aufzeichnung des unterirdischen Systems.
Nachdem zwischen 1976 und 1978 von der Bergsicherung Ronneburg eine grundlegende Vermessung des Höhlersystems durchgeführt worden war, erfolgte von 1986 bis 1989 die Verbindung von zehn Höhlern mittels Mauerdurchbrüchen. Mit einer Gesamtlänge von 250 Metern können diese im Rahmen von Führungen als Museum besichtigt werden. Neben der Nutzung der Höhler im Verlauf der Geschichte lassen sich hier auch die ersten dort gewachsenen Tropfsteine betrachten. Ihnen angegliedert ist heute der Höhler Nr. 188 als Außenstelle des Naturkundemuseums mit einer Ausstellung zur Mineralienwelt. Dort sind etwa 350 Minerale aus aller Welt ausgestellt.
Ein weiterer Höhler, der sich unter dem Geraer Rathaus befindet, ist ebenfalls öffentlich zugänglich – hier ist seit 1973 das Kabarett Fettnäppchen untergebracht.
Im Oktober eines jeden Jahres findet in Gera ein Höhlerfest statt, anlässlich dessen dem „besten“ Wirtshaus die Bierstange überreicht wird.